# Hitman 2: Silent Assassin
Hitman 2: Silent Assassin (букв. с англ. — «Наёмный убийца 2: Бесшумный убийца», официально локализована как «Hitman 2: Бесшумный убийца») — компьютерная игра 2002 года в жанре стелс-экшена, разработанная датской студией IO Interactive и изданная Eidos Interactive. Вторая игра серии Hitman и прямое продолжение игры Hitman: Codename 47.

## Игровой процесс

Игрок может уничтожить цель несколькими путями, например, установив под машину цели бомбу…

...или же отравив их еду.

Игра представляет собой стелс-экшен с элементами песочницы. Игрок, в роли киллера Агента 47, должен выполнять заказные убийства по всему миру, идя на различные ухищрения, будь то подстроить несчастный случай цели или же убив её прилюдно с помощью огнестрельного оружия. Всю необходимую информацию по заданию игрок может узнать из своего ноутбука, содержащего брифинг миссии, локацию и информацию о целях.
После окончания миссии появляется рейтинг её исполнения, учитывающий множество факторов, например, убийство невинных людей или скрытность игрока. Максимально возможный рейтинг — Бесшумный убийца (англ. Silent Assassin). Для его достижения нужно выполнить миссию, лишь убивая цели и оставаясь абсолютно незамеченным.
Silent Assassin использует улучшенную и обновлённую версию движка Glacier. Также, в игре появился счётчик подозрения, который влияет на успешность выполнения миссии.

## Сюжет
После убийства 47-м своего создателя, доктора Орт-Майера, данным инцидентом начинают интересоваться двое неизвестных мужчин. Один из них узнаёт киллера на записи с камер видеонаблюдения и решает, что они должны снова «нанять» его.
Тем временем 47-й, оставив свою работу после того, как стёр все доказательства своего существования, ведёт новую жизнь скромного садовника в сицилийской церкви, принадлежащей преподобному Эмилио Витторио. Однажды, после того, как 47-й посещает исповедь, группа неизвестных прибывает в церковь и похищает Витторио, оставляя записку с требованием выкупа в размере пятисот тысяч долларов.
Прекрасно понимая, что он не сможет выплатить такую огромную сумму, 47-й был вынужден обратиться за помощью к своим бывшим работодателям, Международному контрактному агентству (МКА). Агентство соглашается помочь в обмен на то, что 47-й выполнит для них несколько контрактов. Хотя он узнаёт, что похищение было совершено местной мафией, 47-й не находит Витторио на назначенном месте. Несмотря на это, Агентство посчитало, что свою часть уговора они выполнили, и что теперь очередь 47-го выполнять свою. После этого, 47-й выполняет миссии в нескольких странах, таких как Россия, Япония, Малайзия, Афганистан и Индия. Со временем он, в конечном итоге, прекращает поиски Витторио, который, как он считает, мёртв.
После убийства последней цели, 47-й узнаёт от Агентства, что похищение Витторио было организовано Сергеем Заворотко, чтобы выманить 47-го и убить его. Кроме того, он узнаёт, что все цели были связаны с продажей ядерной боеголовки Сергею, который также оказался заказчиком всех убийств в игре, чтобы скрыть тот факт, что он намеревался вооружить боеголовками ракеты, обладающие программным обеспечением, которое замаскировало бы их как американские, тем самым обойдя американскую систему противоракетной обороны, и продать их заинтересованным сторонам. 47-й выслеживает Сергея, который забрал Витторио обратно в церковь, после чего в ней начинается бойня, из которой 47-й выходит победителем. Понимая, что все его люди убиты, Сергей выходит из укрытия, намереваясь лично убить 47-го, но последний одерживает над ним верх и добивает его. Беспокоясь за его душу, Витторио умоляет 47-го отказаться от пути насилия и вести хорошую жизнь, вручая ему свои чётки. Однако 47-й понимает, какую опасность он будет представлять себе и своим близким людям, если будет жить таким образом, из-за чего он навсегда отказывается от перспективы спокойной гражданской жизни и окончательно возвращается на полноценную работу в Агентство.

## Разработка и выход

Логотип Hitman 2: Christmas Game

Игра была анонсирована 4 октября 2001 года издателем Eidos Interactive с примерной датой выхода весной 2002 года на платформы Windows, PlayStation 2 и Xbox. Однако, игра «ушла на золото» лишь 30 сентября 2002 года, после чего она появилась в продаже на следующий день. Версия для консоли Nintendo GameCube вышла в 2003 году.
Для продвижения игры, была выпущена игра под названием Hitman 2: Christmas Game, созданная с помощью технологии Adobe Flash.

## Отзывы в прессе
| Сводный рейтинг       | Сводный рейтинг       | Сводный рейтинг       | Сводный рейтинг       | Сводный рейтинг      |
| Издание               | Оценка                | Оценка                | Оценка                | Оценка               |
| Издание               | GC                    | PC                    | PS2                   | Xbox                 |
| --------------------- | --------------------- | --------------------- | --------------------- | -------------------- |
| GameRankings          | 83,47 %               | 84,88 %               | 85,02 %               | 84,63 %              |
| Metacritic            | 83 / 100 (17 обзоров) | 87 / 100 (20 обзоров) | 85 / 100 (17 обзоров) | 84 / 100 (23 обзора) |
| MobyRank              | 86 / 100              | 85 / 100              | 85 / 100              | 85 / 100             |
| Иноязычные издания    |                       |                       |                       |                      |
| Издание               | Оценка                | Оценка                | Оценка                | Оценка               |
| Издание               | GC                    | PC                    | PS2                   | Xbox                 |
| 1UP.com               | B+                    |                       | A                     | B+                   |
| AllGame               |                       | [ 25 ]                |                       |                      |
| Eurogamer             |                       | 7 / 10                |                       |                      |
| GamePro               | [ 27 ]                | [ 28 ]                | [ 29 ]                | [ 30 ]               |
| GameSpot              | 8,4 / 10              | 8,6 / 10              | 8,6 / 10              | 8,6 / 10             |
| GameSpy               |                       | [ 35 ]                |                       |                      |
| IGN                   | 8,4 / 10              | 8,7 / 10              | 8,4 / 10              | 8,4 / 10             |
| TeamXbox              |                       |                       |                       | 7,2 / 10             |
| XboxAddict            |                       |                       |                       | 85,7 %               |
| GameStats             | 8,2 / 10              | 8,5 / 10              | 8,5 / 10              | 8,3 / 10             |
| Русскоязычные издания |                       |                       |                       |                      |
| Издание               | Оценка                | Оценка                | Оценка                | Оценка               |
| Издание               | GC                    | PC                    | PS2                   | Xbox                 |
| Absolute Games        |                       | 65 %                  |                       |                      |
| PlayGround.ru         |                       | 8,5 / 10              |                       |                      |
| «Домашний ПК»         |                       | [ 48 ]                |                       |                      |
| «Игромания»           |                       | 9,5 / 10              |                       |                      |
| «Страна игр»          |                       | 9,0 / 10              |                       |                      |

Hitman 2: Silent Assassin получила восторженные отзывы. На Rotten Tomatoes PC-версия получила рейтинг в 100 % свежести, 8,8 баллов из 10 на основе 19 обзоров. На агрегаторе Metacritic, PC версия набрала 87/100 основанных на 20 обзорах.

### Споры
Выход игры вызвал множество споров по поводу убийства сикхов в их священных местах. Представители издателя игры пытались опровергнуть это словами о том, что враги на уровнях игры — это не сикхи, а «храмы» — на самом деле госпитали. Спустя время, Eidos и сообщество сикхов достигли соглашения, и во всех последующих изданиях игры, включая версию GameCube и перевыпуск игры на Windows, сикхи были переименованы в «культ Джи».

#### Комментарии
1. ↑  См. сюжет Codename 47